# Hötorget (metropolitana di Stoccolma)
Hötorget è una stazione della metropolitana di Stoccolma.
La stazione è geograficamente situata all'interno della circoscrizione di Norrmalm. Sul tracciato della linea verde è compresa tra le fermate T-Centralen e Rådmansgatan.
Fu ufficialmente aperta il 26 ottobre 1952. Inizialmente la stazione venne chiamata "Kungsgatan", come l'omonima strada in superficie: essendo quest'ultima lunga oltre un chilometro, poteva risultare fuorviante ai fini dell'orientamento. Per questa ragione si decise di modificarne la denominazione nell'attuale "Hötorget", cambiamento ufficialmente avvenuto il 24 novembre 1957.
La stazione venne progettata dall'architetto Gunnar Lené mentre i suoi interni, accessibili da tre distinte entrate, sono principalmente decorati con piastrelle azzurre con contributi artistici dell'artista Gun Gordillo, che nel 1998 ha introdotto decorazioni composte da tubi al neon.
La stazione di Hötorget è inoltre visibile in una breve apparizione nel video della canzone Ray of Light di Madonna e nel video di Make Me Smile degli Erasure.
Il suo utilizzo medio quotidiano durante un normale giorno feriale è pari a 33.000 persone circa.

## Tempi di percorrenza
| Linea | Capolinea       | Tempo  | Stazione                       | Tempo             |
| T17   | Åkeshov         | 19 min | T-Centralen Gamla stan Slussen | 2 min 3 min 5 min |
| T17   | Skarpnäck       | 21 min | T-Centralen Gamla stan Slussen | 2 min 3 min 5 min |
| T18   | Alvik           | 12 min | T-Centralen Gamla stan Slussen | 2 min 3 min 5 min |
| T18   | Farsta strand   | 26 min | T-Centralen Gamla stan Slussen | 2 min 3 min 5 min |
| T19   | Hässelby strand | 31 min | T-Centralen Gamla stan Slussen | 2 min 3 min 5 min |
| T19   | Hagsätra        | 25 min | T-Centralen Gamla stan Slussen | 2 min 3 min 5 min |